# Osiedle Batorego (Warszawa)
Osiedle Batorego lub Batorego – osiedle i część miasta w dzielnicy Mokotów w Warszawie.

## Położenie i charakterystyka
Osiedle Batorego położone jest na stołecznym Mokotowie, na północy obszaru Miejskiego Systemu Informacji Stary Mokotów. Składa się z dwóch części: Batorego-Zachód i Batorego-Wschód, przedzielonych aleją Niepodległości, o łącznej powierzchni 8,8 ha. Jego patronem jest król Stefan Batory.
Osiedle graniczy na północy z parkiem Pole Mokotowskie, a na południu z zespołem przyrodniczo-krajobrazowym „Park SGGW” i kampusem Szkoły Głównej Handlowej. Na terenie osiedla znajduje się północne wejście do stacji metra Pole Mokotowskie.
Jego powstanie było elementem stopniowej zabudowy dawnego Mokotowskiego Pola Wojennego. Zgodnie z różnymi koncepcjami opracowanymi w okresie międzywojennym ta część miasta miała zostać zabudowana głównie budynkami użyteczności publicznej jako część Dzielnicy Nauki lub reprezentacyjnej Dzielnicy im. Marszałka Józefa Piłsudskiego (a nie budynkami mieszkalnymi). W związku z tym budowa osiedla bywa uważana za zaburzenie opracowanej wtedy koncepcji urbanistycznej.
Osiedle znalazło się liście dóbr kultury współczesnej Warszawy z lat 1945–1989 przygotowanej przez Stowarzyszenie Architektów Polskich w 2003 roku.

### Batorego-Zachód
Batorego-Zachód obejmuje 6-hektarowy teren ograniczony ulicami: Stefana Batorego, św. Andrzeja Boboli, Rakowiecką, Giordana Bruna i aleją Niepodległości. Osiedle zostało zbudowane w latach 1962–1968. Generalnymi projektantami byli Irena i Tadeusz Brygiewiczowie. Kwartał składał się z budynków wielorodzinnych usytuowanych wśród drzew o 5, 11 i 17 kondygnacjach wybudowanych w technologii wielkoblokowej „Ż”. Całość zaplanowano na 1142 mieszkania dla ponad 4000 mieszkańców. Niższe budynki mieszczą większe mieszkania. W niektórych budynkach na ostatnich piętrach urządzono pracownie artystyczne. Zaprojektowano także szkołę podstawową, przedszkole, pawilony handlowo-usługowe, a także klub osiedlowy „Zielona Gęś”. Generalnym wykonawcą projektu było Przedsiębiorstwo Budownictwa Miejskiego „Centrum”. Za realizację osiedla odpowiadała Nauczycielska Spółdzielnia Mieszkaniowa „Oświata”, której grunty przekazała SGGW. Osiedle zostało wkomponowane w istniejący wcześniej drzewostan dzięki odpowiedniemu projektowaniu i rezygnacji podczas wznoszenia z dźwigów na szynach.
Budynek znajdujący się przy ul. Bruna 2 wzniesiony w latach 1963–1964 został uhonorowany tytułem Mistera Warszawy przyznawanym przez dziennik „Życie Warszawy” za 1964 rok. Za jego konstrukcję odpowiadał Jacek Blum. Ma on 11 kondygnacji, kubaturę wynoszącą 18 670 m³ i mieści 95 mieszkań. O przyznaniu nagrody zdecydowało położenie wśród zieleni, rozwiązania wnętrz, estetyczne proporcje bryły, przychylnie opinie lokatorów oraz taras z salą klubową na najwyższej kondygnacji. To ostatnie rozwiązanie wpłynęło jednak na podniesienie kosztów budowy. W związku z tym kolejne budynki, który miały być na nim wzorowane – zarówno na terenie osiedla, jak i też na Powiślu, takiego klubu już nie uwzględniały.
Od 1989 roku osiedlem zarządza Spółdzielnia Budowlano-Mieszkaniowa „Batory”. W 2017 w ramach kolejnej fali dekomunizacji zmieniono nazwę ulicy Bruna, pozostawiając nazwisko patrona – Juliana Bruna zastąpił Giordano Bruno.

### Batorego-Wschód
Batorego-Wschód, również według projektu Ireny i Tadeusza Brygiewiczów, zlokalizowane jest między aleją Niepodległości, ulicą Stefana Batorego i Wiśniową. Składa się z 5 identycznych 16-kondygnacyjnych budynków wielorodzinnych wybudowanych w technologii monolitycznej. Powstały w latach 1963–1966. Znajduje się w nich 950 mieszkań zaprojektowanych dla około 2500 mieszkańców (powierzchnia mieszkań to 34 662,20 m²). Mieszkania zaprojektowano ze stosunkowo małymi izbami oraz kuchniami bez okien. Obszar osiedla, uzupełniony o przedszkole i pawilon administracyjno-handlowy, wynosi 2,8 ha. Za realizację osiedla odpowiadała Spółdzielnia Mieszkaniowa „Mokotów”. Budynek usługowy wzniesiony na osiedlu w latach 1971–1972 według projektu Piotra Sembrata, Lecha Kłosiewicza i Henryka Strzębskiego, znajdujący się pod adresem Batorego 39, otrzymał w 1971 roku tytuł Wicemistera Warszawy. Osiedlem zarządza od 1991 roku Spółdzielnia Mieszkaniowa „Batory-Wschód”.

## Galeria
| - Blok mieszkalny przy ul. Bruna 2, zdobywca tytułu Mister Warszawy z 1964 roku - Pawilon handlowy przy ul. Batorego 39, zdobywca tytułu Wicemister Warszawy z 1971 roku - Osiedle Batorego-Zachód. Widok w kierunku południowo-wschodnim z Pola Mokotowskiego wzdłuż ulicy św. Andrzeja Boboli - Osiedle Batorego-Zachód. Widok w kierunku południowo-zachodnim ze skrzyżowania ulicy Batorego i alei Niepodległości. Widoczne budynki wielorodzinne i były klub osiedlowy „Zielona Gęś” |